# Allacta deleportei
Allacta deleportei är en kackerlacksart som beskrevs av Roth, L. M. 1995. Allacta deleportei ingår i släktet Allacta och familjen småkackerlackor.
Artens utbredningsområde är Papua Nya Guinea. Inga underarter finns listade i Catalogue of Life.